# 1957 في غواتيمالا
فيما يلي قوائم الأحداث التي وقعت خلال عام 1957 في غواتيمالا.

## سياسة

### تعيين في المنصب
- 26 يوليو – لويس أرتورو غونزاليس لوبيز رئيس غواتيمالا [الإنجليزية]‏.
- 24 أكتوبر – أوسكار مندوزا إيزورديا رئيس غواتيمالا [الإنجليزية]‏.
- 26 أكتوبر – غييرمو فلوريس أبيندانيو رئيس غواتيمالا [الإنجليزية]‏.

### انتهاء فترة المنصب
- 26 يوليو – كارلوس كاستيلو أرماس رئيس غواتيمالا [الإنجليزية]‏.
- 24 أكتوبر – لويس أرتورو غونزاليس لوبيز رئيس غواتيمالا [الإنجليزية]‏.
- 26 أكتوبر – أوسكار مندوزا إيزورديا رئيس غواتيمالا [الإنجليزية]‏.

## مواليد

### يناير
- 1 يناير – لويس غونزاليس بالما مصور غواتيمالي.

## وفيات

### يناير
- 1 يناير – خوسيه ماريا بونيلا (مواليد 1889) كاتب غواتيمالي.

### يوليو
- 26 يوليو – كارلوس كاستيلو أرماس (مواليد 1914) سياسي غواتيمالي.